# 第2號、第3號及第4號艦隊問題演習
第2號、第3號及第4號艦隊問題演習（英語：Fleet Problem II, III, IV）是美國海軍於1924年1月2日至2月1日舉行的艦隊問題演習。這一系列演習以制訂不久的橘色戰爭計畫為藍本，假設日本向美國正式宣戰，而海軍則按照計畫動員兩洋艦隊。第2號演習模擬美國駐太平洋的戰鬥艦隊（Battle Fleet）由夏威夷前往先遣基地特魯克；第3號演習模擬駐大西洋的偵察艦隊 （Scouting Fleet）前往太平洋增援；而第4號演習則模擬美軍由先遣基地越洋攻擊日本。在這系列演習期間，海軍曾與陸軍在巴拿馬運河作第2號聯合演習（Grand Joint Army-Navy Exercise No. 2），模擬英國為支援日本而進攻運河，測試運河區防守。
為求逼真，海軍特意將太平洋的戰略環境，代入東太平洋海岸及加勒比海的地理位置。第2號及第3號演習均以美軍成功告終；「英國」在陸海軍聯合演習中堵塞了巴拿馬運河，阻止美國艦隊前往太平洋；而第4號演習美軍則成功佔領「奄美大島」。
雖然這系列演習在編號上為獨立分開，但海軍內部卻一直將之視為同一系列演習。日後海軍再次按橘色計畫設定解難演習時，亦沒有將之拆分。

## 背景
1924年美國海軍制訂對日作戰的橘色戰爭計畫，以應對兩國將來可能於太平洋爆發全面戰爭。由於日本在華盛頓會議後獲得德意志帝國於中太平洋的殖民地，並設立南洋廳管治，使美國的菲律賓殖民地陷入孤立包圍。按照當時美國海軍的構想，日本將會先向美國宣戰，並攻打馬尼拉，同時嘗試增援中太平洋；美國海軍將在戰爭爆發後首階段從大西洋及太平洋動員，然後在第二階段越洋遠距作戰，並攻佔中太平洋部分島嶼作中途基地，最後在第三階段直接開赴日本海域，以艦隊決戰或包圍作戰方式，迫使日本停火或投降。
由於太平洋面積廣闊，海軍極之重視艦隊的動員效率，以及其遠洋航行的補給維修問題。而此等困難正是海軍於此系列演習的首要研究課題。為使情境逼真，海軍將太平洋的戰略環境，代入東太平洋海岸及加勒比海的地理位置（見下圖），並為雙方分配大量假想部隊。

## 第2號及第3號演習
第2號演習模擬戰爭爆發初段，美國駐太平洋的戰鬥艦隊（Battle Fleet）已抵達夏威夷，並前往佔領日本控制的特魯克，以奪取中途基地。演習由戰鬥艦隊扮演美軍，編為藍方艦隊，其字面實力為18艘戰艦、一艘載有25架飛機的改裝航空母艦、一艘裝甲巡洋艦、七艘輕巡洋艦、250艘驅逐艦及90艘潛艇，並同時有22,000名陸戰隊及50,000名陸軍步兵，以及陸基186架飛機。不過，這支艦隊的六艘戰艦、三艘輕巡洋艦、215艘驅逐艦、大部分潛艇及171架飛機，全為憑空假設，亦沒有任何陸戰隊及陸軍步兵參與。藍方同時有一支假想分遣艦隊於智利拉塞雷納（La Serena），扮演駐守馬尼拉的美軍。至於扮演日本的黑方，則有一支小型艦隊駐守於巴拿馬灣（特魯克），模擬日軍於前線的分遣艦隊。黑方同時擁有巴拿馬運河區的陸軍，以及部分於墨西哥境內的美軍駐兵。藍方的任務目標為駛往「特魯克」。
1924年1月1日，裁決宣佈黑方正派軍攻打「馬尼拉」，並開始派登陸部隊增援「特魯克等島嶼」，戰爭爆發。次日藍方艦隊離開聖地牙哥，演習正式開始。航行期間藍方艦隊一直在海上作各項戰術及海上補給演習，並刻意避開墨西哥海岸，免遭黑方駐守其他「島嶼」的軍隊發現；不過扮演黑方的美軍因墨西哥政治不穩，無法參與演習，使黑方只能依賴駐巴拿馬的守軍偵察。結果藍方艦隊在沒有遭遇任何戰鬥之下，於15日順利抵達巴拿馬運河巴爾博亞，第2號演習結束。
與此同時，駐大西洋的偵察艦隊（Scouting Fleet）正進行第3號演習。這次演習模擬太平洋戰爭爆發，大西洋軍艦由東岸動員前往太平洋，而與日本友好的英國則派軍艦前來攔截，以支援盟友。偵察艦隊一共有六艘舊式戰艦及數艘巡洋艦與驅逐艦，在1月4日離開切薩皮克灣，前往巴拿馬運河。行駛期間，偵察艦隊自行分成兩部分，在海上模擬美國與英國艦隊交戰。由於海面天氣惡劣，艦隊有多人於演習期間受傷。11日偵察艦隊抵達巴拿馬休整，並等待戰鬥艦隊前來會合，預備參與陸海軍第2號聯合演習。

## 陸海軍第2號聯合演習
第2及第3號演習結束後，美軍隨即舉行陸海軍第2號聯合演習。這次演習表面上與橘色計畫關係不大，模擬「英國」（黑方）一支艦隊從大西洋進攻巴拿馬運河，而美國（藍方）則負責防守運河，並確保於太平洋的主力艦隊能及時橫越運河，以增援大西洋。黑方艦隊由牛頓·麥卡利（Newton A. McCully）中將指揮，下轄大部分的偵察艦隊及蘭利號航空母艦，載有12架飛機（視作75架），以及1,650名陸戰隊（視作一旅兵力）。而藍方則由薩穆爾·羅賓森（Samuel S. Robison）上將指揮，下轄戰鬥艦隊主體及阿魯斯圖克號水上飛機母艦，以及巴拿馬運河區的駐守陸軍及海軍。不過，演習同時在操練美國艦隊的登陸作戰能力，為佔領「特魯克」作戰術訓練。
由於偵察艦隊早在11日已抵達巴拿馬運河的大西洋出口，而戰鬥艦隊卻預計到15日才抵達巴拿馬。故此，「英國」艦隊指揮麥卡利打算先發制人，計劃在14日便命艦隊橫渡運河，直接到太平洋與「美國」決戰。為奪取先機，麥卡利更派出情報官及數名士兵喬裝成記者，深入藍方防守的運河區刺探情報。不過，總裁判在最後一刻將演習延期至16日，以待戰鬥艦隊進入預定位置。這不但使麥卡利的先制計畫告吹，更令羅賓森及時知悉其艦隊部署，並派阿魯斯圖克號等先遣艦前往大西洋佈防。麥卡利只好修改作戰方案，將目標改為堵塞運河。
1月17日早上，麥卡利派戰艦炮擊運河外圍的海岸防禦，試圖引誘藍方飛機集中攻擊水面軍艦，好讓蘭利號的飛機偷襲運河水閘。然而陸軍在巴拿馬的駐機甚多，蘭利號的機隊遭悉數攔截，攻擊計畫因此失敗。此時羅賓森的藍方艦隊已陸續進入運河。
不過，麥卡利派出的間諜，很快便為黑方奠定勝局。麥卡利的情報官在運河區一直未受發現，並秘密匯報藍方軍艦動向；其中一名少尉更大膽喬裝成藍方新兵，到巴爾博亞的米拉佛諾斯（Miraflores）水閘報到。16日晚，藍方艦隊的加利福尼亞號戰艦及紐約號戰艦率先橫越水閘，該名少尉便乘機登上紐約號匿藏。17日早上，少尉脫去新兵裝束，換回少尉軍服，並以此瞞過紐約號的軍官，在下午進入紐約號三號炮台的彈藥艙，最後發動「自殺式襲擊」，「引爆」艙內彈藥。裁判判定紐約號因此沉沒。由於紐約號當時恰好在巴拿馬運河最狹窄之處，藍方艦隊因此肯定無法通過運河。
與此同時，黑方的艦隊攻勢繼續升級。17日下午艦隊「炮擊」加通湖水閘及附近設施，「消耗」了近2,800發炮彈，幾乎用盡戰艦全部彈藥。接著麥卡利兵分多路，先派掃雷艦掃雷，然後命陸戰隊登陸；同時麥卡利的間諜又在加通湖水閘「引爆」炸彈，並切斷加通湖所有對外的電話及電報線，然後潛行返回艦隊；最後麥卡利又派一支分遣陸戰隊攻打藍方位於科倫的科科索魯海軍基地（Coco Solo Naval Air Station），並俘獲停泊該處的阿魯斯圖克號及其46架艦載機。黑方陸戰隊登陸時雖然因指揮失誤、差劣登陸艇及潮汐等因素而釀成混亂，但最終仍成功壓制藍方。在多重攻擊下，演習以黑方全面勝利告終。

## 第4號演習
聯合演習結束後，海軍假設美國成功在西太平洋建立先遣基地，並預備攻擊日本。為模擬現實情況，海軍將西太平洋地理環境代入加勒比海群島，模擬美國（藍方）從菲律賓（巴拿馬）出發，前往攻佔「奄美大島」（波多黎各庫萊布拉島）
藍方艦隊由戰鬥艦隊及偵察艦隊組合而成，黑方艦隊則只有少量老舊軍艦，並以虛構部隊為主。1月23日演習開始，藍方先派潛艇到海地一帶作預警偵察，而偵察艦隊則緊隨其後，最後戰鬥艦隊則在25日出發，直線駛往庫萊布拉。雖然藍方潛艇因通訊及戰術出錯而有所延誤，但艦隊航行並未因此而受到黑方干擾。30日藍方艦隊在波多黎各外海會合，隨即遭到黑方飛機攻擊，但多半遭到蘭利號攔截。下午藍方艦隊抵達庫萊布拉島並開始派軍登陸，全程黑方只有繼續派飛機攻擊，未有派艦隊作戰。演習最終在2月1日結束。

## 演習後

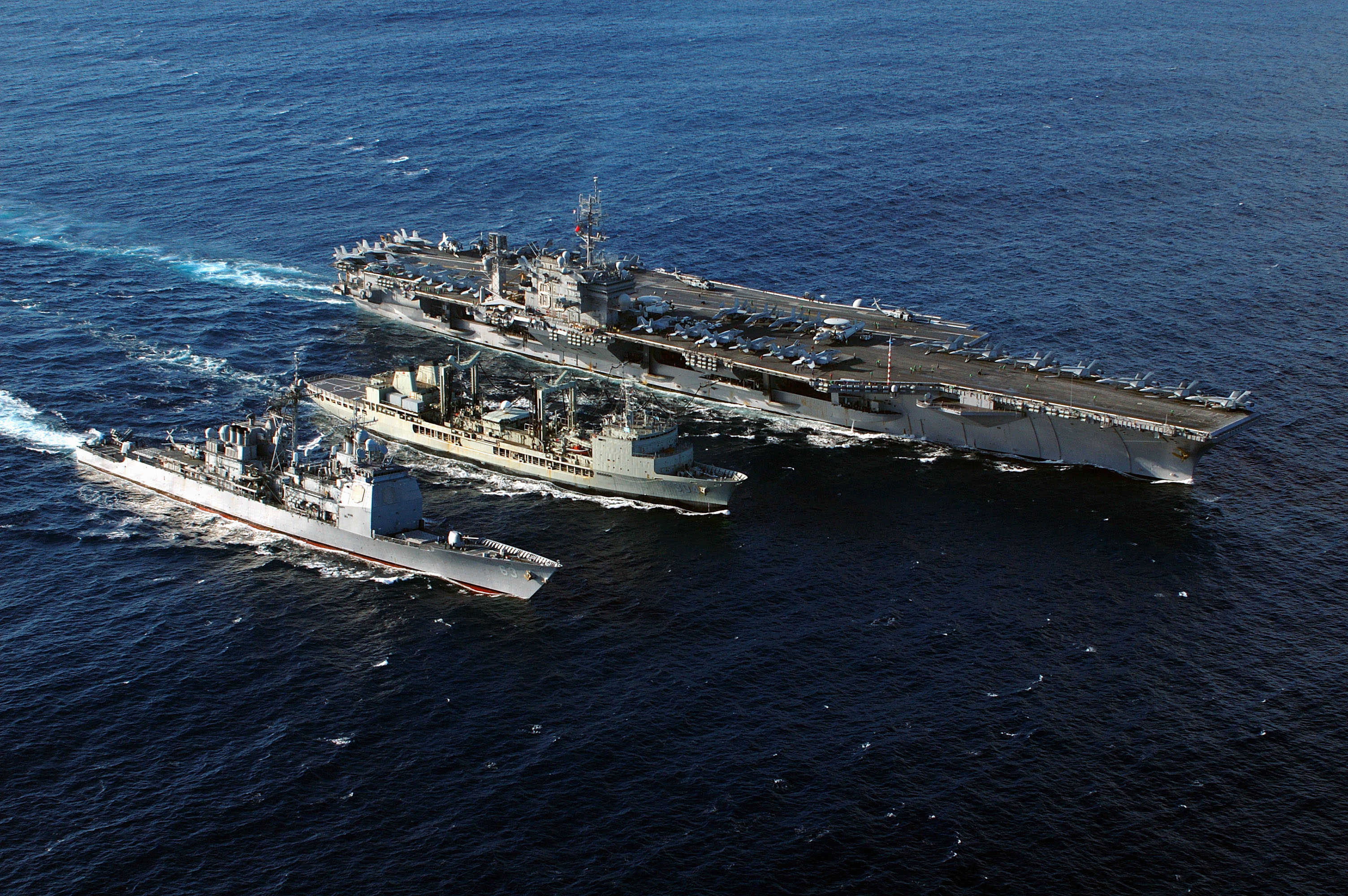
2005年6月14日，航行中的補給船（中央）正為小鷹號航空母艦（右）及科本斯號導彈巡洋艦（左）進行海上補給。這項革命性技術改革，是在第2號艦隊解難演習中首次於艦隊實地測試，並獲得顯著成效。

演習後艦隊分散到訪加勒比海及美國東岸多個港口，直到4月才陸續返回母港。期間海軍發生嚴重醜聞：第4戰艦分隊（Battleship Division 4）到訪紐約時，旗艦亞利桑那號戰艦有水兵私藏妓女登艦，而事件到艦隊抵達巴拿馬運河時才遭揭發。事後海軍軍法審判並囚禁了23名涉事水兵，同時向亞利桑那號所有軍官發下嚴厲訓斥，時為少尉的阿利·伯克亦受牽連。所幸當時分隊指揮官威廉·普瑞特少將認為此舉波及無辜，當1930年他出任美國海軍作戰部長後，隨即免去部分軍官履歷的訓斥。
演習後海軍歸納出不少問題。首先，麥卡利指出是次演習過於依賴虛構部隊，令到演習的訓練效果大減，要求減少虛構部隊，並即時獲得接納。日後解難演習的虛構部隊數目大幅降底，基本全由實際部隊扮演。
另外，美國艦隊司令羅伯特·昆茲要求加快建造列星頓號及薩拉托加號兩艘艦隊航空母艦，並生產更多飛機，以準確測試未來的作戰情況。反思會上，海軍將領同時要求改善各級艦艇的無線電通訊系統，以改善艦隊指揮；潛艇指揮官要求海軍建造新式潛艇，以配合艦隊遠距長期作戰；海軍陸戰隊指揮官亦提議海軍改善登陸艦設計，並要求隊內注意登陸的諸多戰術問題。不過，在戰後美國緊縮軍費的環境下，海軍於物質上的要求並未獲得滿足，而戰術上的經驗亦有待時日沉澱。
最後，是系列演習雖然沒有引致顯著的戰略改變，但卻是海軍兩項戰術改進的實驗平台。這是蘭利號航空母艦首次參與的演習，而其表現獲得海軍內部好評。另外，海軍在第2號演習首次試驗於海上進行橫向補給，使艦隊可在行駛途中同時補充燃油及物資。隨著技術及經驗進步，這項改革將大幅改善美國艦隊的續航及作戰距離，並在太平洋戰爭中大放異彩。